# Сакелларий
Сакелларий — одна из церковных должностей в округе константинопольского патриарха с XI века. В Российской империи — звание, которое давалось одному из старших священников (протоиереев) церкви Зимнего дворца. Толковый словарь живого великорусского языка Владимира Даля определяет сакеллария как священника, заведующего ризницей. Правда, в 1816 году в ревизской сказке священноцерковнослужителей Москвы сразу три священника кафедрального Успенского собора — Иван Иванов, Григорий Фёдоров и Пётр Илларионов — названы «сакеллариями».
Сакелларии почти всегда имели скромный сан диакона; даже так называемый великий сакелларий, занимавший второе место в первой пентаде (пятерице), при служении патриарха в храме держал лишь одну из рипид во время выходов из алтаря, а при посвящении диакона в иереи или кого-либо в монашество подводил посвящаемого к посвящающему.
Слово сакелларий одни производят от еврейского слова saccus (мошна, торба), другие — от лат. sacellus, мешок для денег. Главной функцией этих церковных чиновников была деятельность фискальная и контрольная в подведомственных каждому сакелларию церквах и монастырях. Сакелларий при патриархате, то есть при церкви Св. Софии, назывался великим сакелларием и был одним из экзакатакилов, то есть членов патриаршего совета. Это был обыкновенно один из самых могущественных сановников константинопольской церкви, потому что в его ведении находились все финансы константинопольского патриархата: к нему, как к генерал-контролеру церковного управления, доставлялись подробные ведомости от всех приходов и церквей патриархата о приходах и расходах, о состоянии земельных владений каждого монастыря и прихода.
Некоторые монастыри на Востоке носили название сакелл (sacellus); они были хорошо защищены от внешних нападений. Сюда обыкновенно посылались на известный срок под надзор местного сакеллария провинившиеся клирики. Сакелларии следили за нравственностью монахов, исполняя обязанности «благочинных» позднейшего времени. Они следили также за своевременной обработкой монастырской земли и руководили всем материальным хозяйством обителей. В спорах духовных лиц с мирянами Сакелларий был непременным защитником первого. Помощником сакеллария был начальник монастырей (греч. ο άρχων τών μοναστηρίων), занимавший первое место в пятой пятерице.